# Deuterosaurus
Deuterosaurus là một chi therapsida dinocephalia, chúng sống vào thời kỳ kỷ Permi (Tầng Capitan).